# آرامگاه شیخ کشف الدین انصاری
مقبره شیخ کشف الدین انصاری مربوط به دوره صفوی است و در شهرستان خلخال، بخش خورش رستم، روستای دایوکندی واقع شده و این اثر در تاریخ ۱۰ مهر ۱۳۸۰ با شمارهٔ ثبت ۴۰۵۰ به‌عنوان یکی از آثار ملی ایران به ثبت رسیده است.